# ティア・ラーベ
ティア・ラーベ（ノルウェー語: Thea Rabe、1995年1月2日 - ）は、ノルウェー出身の女性フィギュアスケート選手（アイスダンス・女子シングル）。パートナーはティモシー・コレト。2015年ボルボオープンカップ3位。
姉は同じくフィギュアスケート選手のオニナ・ラーベ。

## 経歴
女子シングル選手として活動していたが、2015年5月10日にティモシー・コレトとカップルを結成しアイスダンスに転向する。ノルウェー所属のアイスダンスカップルはこれが初めてとなる。
2015-16シーズン、2015年ボルボオープンカップに出場し3位入賞。国際大会のアイスダンス競技で、ノルウェー代表が表彰台に立つのは初めてである。しかし、病気で欧州選手権を欠場すると共に、コレトとのカップルを解消した。

## 主な戦績

### アイスダンス
| 大会/年          | 2015-16 |
| ---------------- | ------- |
| CSワルシャワ杯   | 8       |
| アンドラオープン | 8       |
| ボルボオープン   | 3       |

#### 詳細
| 2015-2016 シーズン    |                                                      |         |         |          |
| 開催日                | 大会名                                               | SD      | FD      | 結果     |
| 2015年11月26日 - 29日 | ISUチャレンジャーシリーズ ワルシャワ杯（ワルシャワ） | 8 42.66 | 8 65.14 | 8 107.80 |
| 2015年11月18日 - 22日 | 2015年アンドラオープン（カニーリョ）                 | 6 47.63 | 8 61.31 | 8 108.94 |
| 2015年11月4日 - 8日   | 2015年ボルボオープンカップ（リガ）                   | 4 47.96 | 4 74.07 | 3 122.03 |

### 女子シングル
| 大会/年          | 2008-09 | 2009-10 | 2011-12 | 2013-14 |
| ---------------- | ------- | ------- | ------- | ------- |
| ノルウェー選手権 | 4 J     |         |         |         |
| ノルディクス     |         | 8 N     |         | 12 J    |
| ワルシャワ杯     | 22 N    | 7 N     | 12 J    |         |
| トリグラフ杯     |         | 12 N    |         |         |
| スケートツェリェ |         | 2 N     |         |         |

- N - ノービスクラス
- J - ジュニアクラス

#### 詳細
| 2013-2014 シーズン     |                                               |          |          |          |
| 開催日                 | 大会名                                        | SP       | FS       | 結果     |
| 2014年2月27日 - 3月2日 | 2014年ノルディクス ジュニアクラス（ウプサラ） | 11 34.94 | 11 62.28 | 12 97.22 |

| 2011-2012 シーズン    |                                                 |          |          |          |
| 開催日                | 大会名                                          | SP       | FS       | 結果     |
| 2011年11月17日 - 20日 | 2011年ワルシャワ杯 ジュニアクラス（ワルシャワ） | 17 31.84 | 11 57.89 | 12 89.73 |

## プログラム使用曲
| シーズン  | SP | FS                                            |
| --------- | -- | --------------------------------------------- |
| 2015-2016 |    | ペール・ギュント 作曲：エドヴァルド・グリーグ |